# Florian Mueller
Florian Frederick Mueller (Bay City, 15 juni 1909 - Saint Petersburg, 14 maart 1983) was een Amerikaans componist, muziekpedagoog, dirigent en hoboïst.

## Levensloop
Mueller studeerde aan het American Conservatory of Music in Chicago en behaalde aldaar zijn Bachelor of Arts en zijn Master of Music. In 1927 werd hij hoboïst in het Chicago Symphony Orchestra. Van 1929 tot 1954 was hij 1e hoboïst in dit orkest onder leiding van de dirigenten Frederick Stock (1906-1942), Désiré Defauw (1943-1947), Arthur Rodzinski (1947-1948), Rafael Kubelík (1947-1955) en Fritz Reiner (1953-1963). In 1945 behoorde hij tot de medeoprichters van de Roosevelt-universiteit in Chicago, waar hij meerdere jaren zowel als docent alsook als dirigent van het orkest werkte. In 1954 werd hij als professor in muziek aan de Universiteit van Michigan in Ann Arbor beroepen. Tot zijn bekende leerlingen behoren Charles-David 'Chick' Lehrer, Julie Ann Giacobassi, Linda Lutz, Gene Carter en John Bentley.
Als componist begon hij tijdens zijn studie aan het American Conservatory of Music. Hij schreef solowerken voor verschillende instrumenten, werken voor orkest en harmonieorkest en kamermuziek. Voor zijn werk Concert Overture in G won hij in 1960 de bekende Ostwaldprijs van de American Bandmasters Association (ABA). In 1973 ging hij met pensioen, maar werkte verder als componist en had ook privé-studenten.

## Composities

### Werken voor orkest
- 1929 Concert, voor hobo en orkest
- 1932 Two Symphonic Sketches, voor orkest
- 1942 Five Symphonic Etudes based on the American Folksong "El-A-Noy"
- 1947 Rondo for Tuba and Orchestra, nu: Concert Music, voor tuba en orkest - première: 19 april 1947 door Arnold Jacobs (tuba) en het Chicago Symphony Orchestra o.l.v. Désiré Defauw

### Werken voor harmonieorkest
- 1955 God of our Fathers, voor gemengd koor en harmonieorkest
- 1960 Concert Overture in G, voor harmonieorkest (won de Ostwaldprijs in 1960)
- 1976 Dramatic Overture
- 1998 Concert Music, voor tuba en harmonieorkest - bewerkt door: Richard Schwartz

### Kamermuziek
- Five Pieces, voor blaaskwintet
- Three Transkriptions, voor blaaskwintet

### Pedagogische werken
- 1957/1961 A Method for the Oboe